# Makura-Kesa-Gatame
Makura-Kesa-Gatame est une technique d’immobilisation (Osae komi waza) du judo.

## Traduction
| Rōmaji | Français       |
| ------ | -------------- |
| Makura | Oreiller       |
| Kesa   | Par le travers |
| Gatame | Immobilisation |

## Description
Assis derrière uke, Tori place sa cuisse droite sous sa tête et entoure son bras gauche de ses deux bras. De sa main gauche, Tori saisit la ceinture d’uke et de la droite son propre col.

## Sorties

### Sortir la tête
Si l’immobilisation n’est pas complètement établie ou si le contrôle est insuffisant, tori, retire la tête. Pour cela, il repousse uke vers son avant en s’aidant de la main droite, appliquée dans le dos.

### Retournement vers la gauche
Le point faible de cette immobilisation est l’arrière de celui qui immobilise, aussi, tori déplace rapidement son corps vers la gauche et, pontant du pied gauche, il tente de coucher uke en s’aidant des deux mains, accrochées au judogi.

### Retournement vers l’arrière
Tori ponte brusquement vers l’arrière ou vers sa gauche. S’il ne parvient pas à se dégager dans cette direction, il obtient néanmoins d’excellentes réactions, pour essayer la façon précédente.

## Passage de grade
Dans le cadre de la progression française de judo, cette technique est enseignée au niveau des ceintures jaunes.